# Isolona capuronii
Isolona capuronii är en kirimojaväxtart som beskrevs av Alberto Judice Leote Cavaco och Monique Keraudren. Isolona capuronii ingår i släktet Isolona och familjen kirimojaväxter. Inga underarter finns listade i Catalogue of Life.